# Kent State University
Kent State University är ett universitet i Kent, Ohio, USA. Det bildades 1910 som Kent State Normal School, blev 1915 Kent State Normal College och sedan Kent State College för att 1935 få universitetsstatus och bli Kent State University .
Den 4 maj 1970 sköt Nationalgardet ihjäl fyra och skadade nio protesterande studenter vid universitetet. Studenterna protesterade mot USA:s angrepp på Kambodja i slutet av april. Den 4 maj hade 2 000 demonstranter samlats. Nationalgardet öppnade eld och sköt ihjäl Allison Krause (19), Jeffrey Miller (20), Sandra Scheuer (20) och William Knox Schroeder (19). Dessutom sårades nio studenter.
Alla skjutna deltog inte i demonstrationen utan stod och tittade eller gick förbi.

## Ordföranden
- John Edward McGilvrey (1911-1926); (född 1867-död 1945)
- David Allen Anderson (1926-1928); (född 1874-död)
- James Ozro Engleman (1928-1938); (född 1873-död 1943)
- Karl Clayton Leebrick (1938-1943); (född 1885-död 1982)
- George A. Bowman (1944-1963); (född 1893-död 1976)
- Robert I. White (1963-1971); (född 1909-död 1990)
- Glenn A. Olds (1971-1977); (född 1921-död 2006)
- Brage Golding (1977-1982); (född 1920-)
- Michael Schwartz (1982-1991); (född 1938-)
- Carol A. Cartwright (1991-juli 2006); (född 1941-)
- Lester Lefton (Juli 2006-); (född 1942-)